# Henry Samary de la Comédie Française
Henry Samary de la Comédie Française es un cuadro del pintor francés Henri de Toulouse-Lautrec. Está realizado al óleo sobre cartón. Mide 74,9 cm de alto y 51,9 cm de ancho. Fue pintado en 1889, encontrándose actualmente en el Museo de Orsay, París, Francia.
En este retrato Toulouse-Lautrec representa al actor de la Comédie-Française, Henry Samary. Aparece de cuerpo entero, sobre el escenario. Representa a Raoul Vaubert, personaje de comedia, vestido a la manera del típico dandi parisino, con zapatos de charol y sombrero de copa en la mano.